# Александър Цветков (шахматист)
Вижте пояснителната страница за други личности с името Александър Цветков.
Александър Христов Цветков е български шахматист. Той е първият българин – международен майстор от 1950 г.
Израства в дом за сираци. Започва да участва в състезания по шахмат през 1935 г.
Цветков е шесткратен шампион на България по шахмат (1938, 1940, 1945, 1948, 1950 и 1951 г.) – споделен рекорд с Кирил Георгиев. Участва на четири шахматни олимпиади. На неофициалната олимпиада в Мюнхен през 1936 г. изиграва 18 партии (3 победи, 2 равенства и 13 загуби). Активът му в останалите олимпиади, на които участва е 36 партии (12 победи, 16 равенства, 8 загуби).
През април 1936 г. Александър Цветков печели партията си със световния шампион Александър Алехин на сеанса му в София. 
На зоналния турнир за световно първенство през 1947 г. в Хилверсум (Нидерландия) той постига 5,5 точки от 13 възможни (+4, –6, =3) и заема 10-то място от 14 участници.  Победата му срещу втория в класирането Лудек Пахман (Чехословакия) е оценена в chessgames.com като една от най-красивите в кариерата му. 
След приключване на състезателната си кариера става треньор в ЦСКА. Треньор е на отбора по шахмат за жени на олимпиадата в Меделин, Колумбия през 1974 г., когато българките печелят бронзови медали.
През 1947 г. заедно с Михаил Кантарджиев основават списание „Шахматна мисъл“.

## Участия на шахматни олимпиади
| Година           | Организатор  | Отбор    | Класиране (отборно) | Дъска         |
| 1936 неофициална | Мюнхен       | България | 21                  | Втора         |
| 1939             | Буенос Айрес | България | 20                  | Първа         |
| 1954             | Амстердам    | България | 10                  | Четвърта      |
| 1956             | Москва       | България | 6                   | Първа резерва |